# Green Harbour

Green Harbour sedd från landsidan

Green Harbour, från 1925 Ankershamn, var från omkring 1905 en station för de norska valfångstfartygen vid Finneset i Grønfjorden på Spetsbergen i Svalbard. Svalbards första postställe öppnade här 1908 med användning av norska frimärken och norsk posttaxa. Medan posten till och med 1911 bara då och då sändes mellan Norge och Spetsbergen, kom det 1912 till stånd en fast postförbindelse mellan Tromsø och Green Harbour med motorkuttern M/S Pelikanen. Fram till 1918 blev också posten medförd av ett antal valfångstfartyg.
Stortinget beviljade 1911 300 000 kronor för att upprätta Spitsbergen Radio, och redan den 22 november 1911 var telegrafstationen i Green Harbour i drift. Telegrafstationen var den första i arktiska områden. Med stationen växte ett norskt samhälle fram på Finneset, och det var också där som Sysselmannen bosatte sig 1925 i "Statens hus", där redan telegrafstationen och väderstationen låg.
Då Svalbardtraktaten trädde i kraft den 14 augusti 1925, bytte Postvesenet namn på alla postställena i Svalbard. Green Harbour omdöptes då till Ankershamn.
År 1911 inleddes försök att bryta kol, men de gavs upp ganska snart. Rester av fundament för linbanemaster kan fortfarande ses.
Ett försök att leta gas skedde 1920., då det brittiska Northern Petroleum Syndicate borrade på Finneset. Borrningen skedde dock på ett fält som inmutats av Store Norske Spitsbergen Kulkompani A/S, och försöket måste ges upp. År 1963 gjorde Norsk Polar Navigasjon en misslyckad provborrning i Grønfjorden.
Radiostationen flyttade 1929, och året efter flyttade både Sysselmannen och telegrafstationen till Longyearbyen, som blev ögruppens nya administrativa centrum.
Masten till radiostationen står fortfarande kvar och är ett skyddat kulturminne.

## Bildgalleri

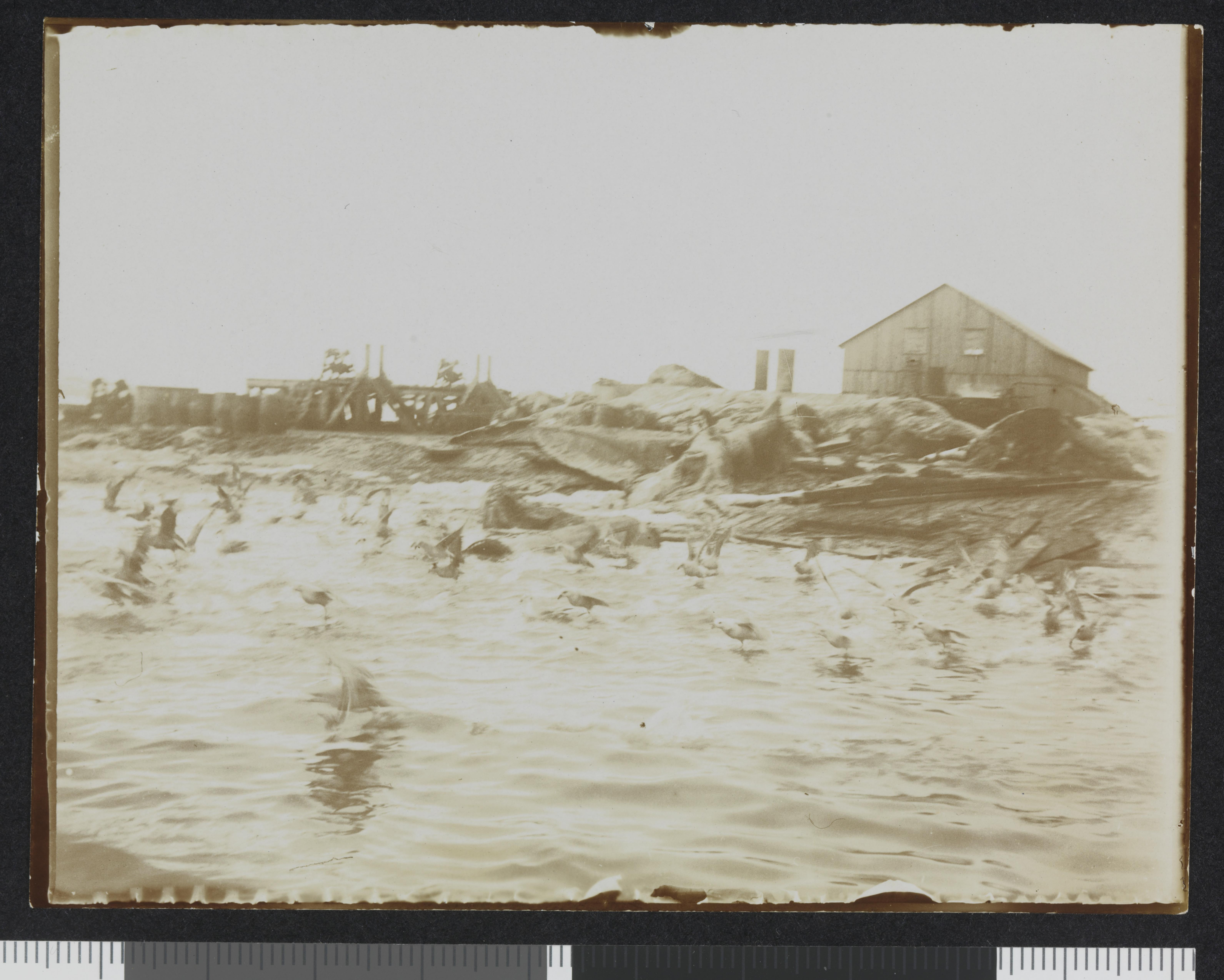
Valfångarstationen 1909